# Kirchenpaueria tenuissima
Kirchenpaueria tenuissima är en nässeldjursart som beskrevs av John Fraser 1938. Kirchenpaueria tenuissima ingår i släktet Kirchenpaueria och familjen Kirchenpaueriidae. Inga underarter finns listade i Catalogue of Life.